# Hololepidella greeffi
Hololepidella greeffi är en ringmaskart som beskrevs av Augener 1918. Hololepidella greeffi ingår i släktet Hololepidella och familjen Polynoidae. Inga underarter finns listade i Catalogue of Life.